# Kattilajärvi (sjö i Mellersta Finland)
Kattilajärvi är en sjö i Finland. Den ligger i kommunen Kivijärvi i landskapet Mellersta Finland, i den centrala delen av landet, 300 km norr om huvudstaden Helsingfors. Kattilajärvi ligger 188 meter över havet. I omgivningarna runt Kattilajärvi växer i huvudsak blandskog. Den är 7,6 meter djup. Arean är 14,8 hektar och strandlinjen är 2,31 kilometer lång. Sjön  ingår i Kymmene älvs huvudavrinningsområde. 